# Didelphodon
Didelphodon (il cui nome significa "dente da Didelphis", un riferimento all'attuale opossum Didelphis virginiana) è un genere estinto di mammifero marsupiale, facente parte della famiglia degli Stagodontidae, vissuto nel Tardo Cretaceo, circa 70 milioni di anni fa, in quelli che oggi sono gli stati del Nord America, di Montana, Wyoming, Alberta e Canada.

## Descrizione

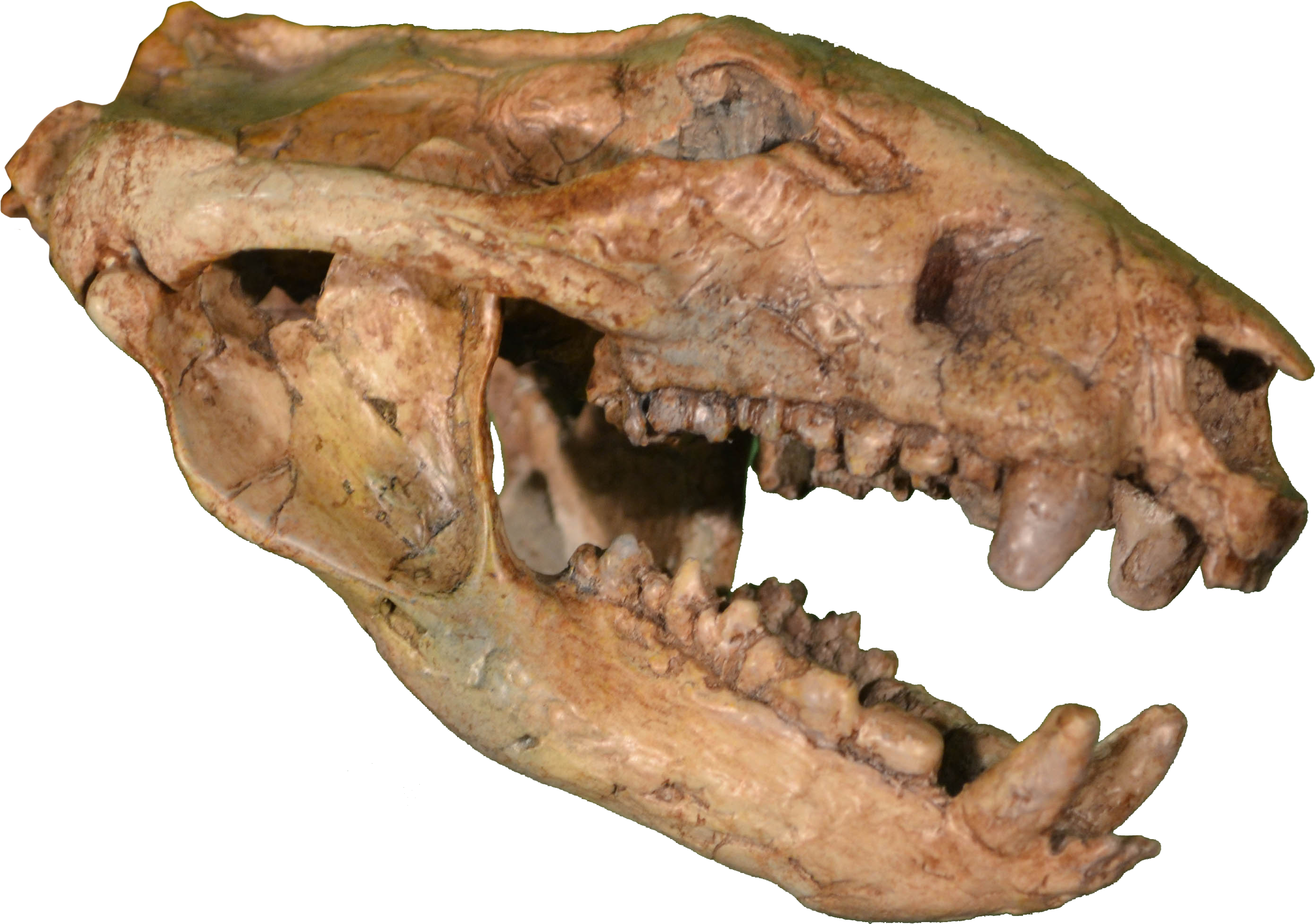
Cranio di Didelphodon, al Rocky Mountain Dinosaur Resource Center

Benché poco più grande di un odierno opossum, il Didelphodon era uno dei più grossi mammiferi mesozoici. Le caratteristiche del cranio, come le mascelle corte e massicce e la forte dentatura, indicano che questo animale era predatore. In particolare, i denti erano altamente specializzati: i molari avevano cuspidi simili ai carnassiali degli attuali carnivori, mentre i premolari erano enormi e bulbosi, probabilmente adatti a spezzare.
In tempi recenti è stato rinvenuto un secondo esemplare , ritrovato a soli 40 metri (130 piedi) di distanza da uno scheletro di un Triceratops in un fiume, ha infine svelato la vera anatomia dell'animale. Infatti prima di questo ritrovamento l'unico campione di Didelphodon era un cranio parziale, il che aveva spinto i paleontologi a pensare che si trattasse di un animale simile ad un tasso. Questa nuova scoperta dimostra che il Didelphodon possedeva una corporatura molto più simile ad una lontra con il cranio simile a quello di un diavolo della Tasmania. Uno studio approfondito condotto dai paleontologi Kraig Derstler, Greg Wilson, Robert Bakker, Ray Vodden e Mike Triebold ha descritto il nuovo esemplare preparandolo per essere esposto al Rocky Mountain Dinosaur Resource Center.

## Scoperta e classificazione

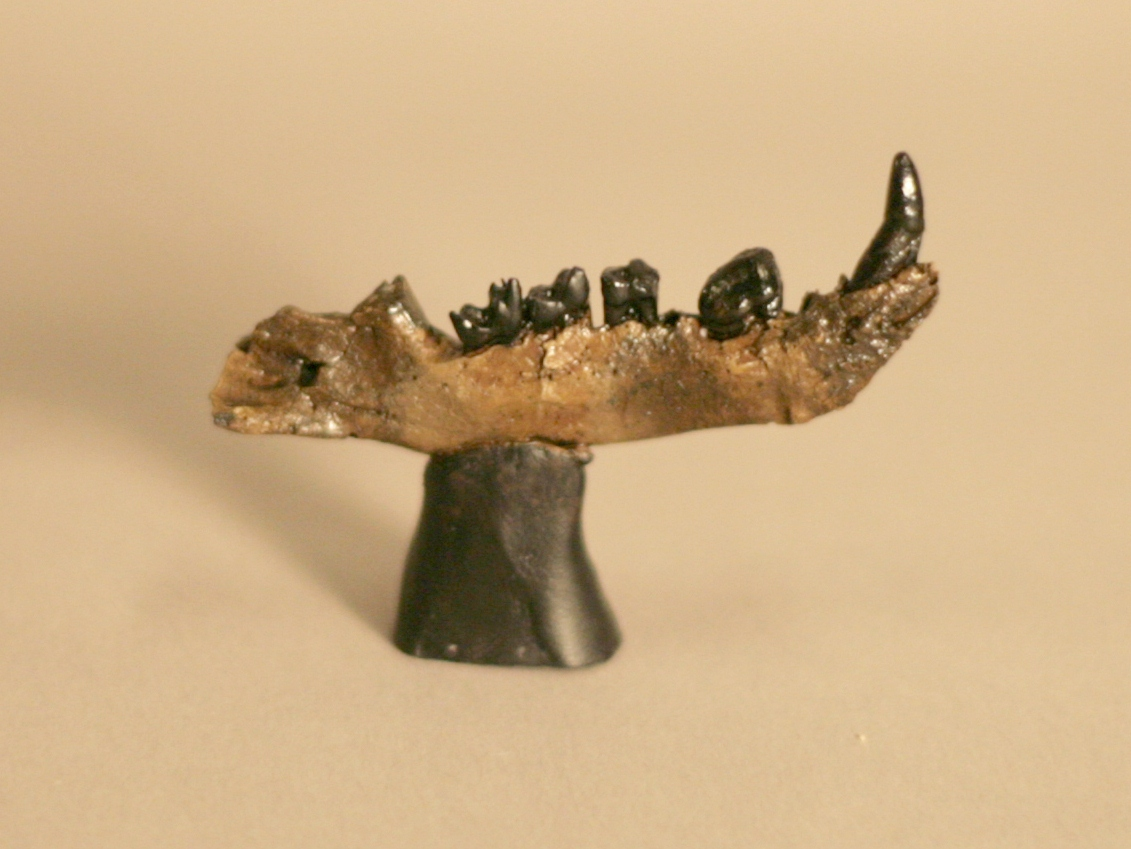
Ricostruzione della mandibola di un Didelphodon, oggi assegnato alla specie D. vorax, al Museo dei bambini di Indianapolis

Al momento, sono tre le specie note ritenute valide: D. vorax, D. padanicus e D. coyi. Nel 2001 venne rinvenuto un esemplare presso Harding County, in Dakota del Sud. La presenza di questo animale è stata documentata anche nella Formazione Hell Creek in Montana, nella Formazione Lance in Wyoming e nella Formazione Scollard in Alberta, dove rappresenta il genere di mammifero più abbondante.
Il Didelphodon è un mammifero marsupiale stagodontide, affine ai generi Eodelphis e Pariadens. Il genere sembra essere strettamente correlato al genere Eodelphis e in particolare modo alla specie E. cutleri; mentre Pariadens sembra essere più primitivo rispetto sia ad Eodelphis sia a Didelphodon, ed è probabilmente un sister genus del gruppo. Didelphimorphia è un ordine creato nel 1872, da Gill. In precedenza, nel 1821, lo studioso Gray creò la superfamiglia Didelphoidea che comprendeva le famiglie di Alphadontidae, Pediomyidae, Peradectidae e Stagodontidae, che unisce il Didelphodon con molti altri generi.
Uno studio del 2006, condotto sugli stagodontidi, Didelphodon ed Eodelphis, ha evidenziato nuove caratteristiche che non accomunano alcuni generi a questa famiglia. Ad esempio, Pariadens, che originariamente era stato classificato come appartenente alla famiglia degli stagodontidi, oggi ne è stato escluso poiché alla specie tipo P. kirklandi manca una delle caratteristiche fondamentali per far parte della famiglia, quindi è stato classificato come un Marsupialia di incertae sedis. Un'altra specie, "P." mckennai manca addirittura di alcune caratteristiche dei marsupiali stessi ed è probabilmente da classificare come un Theria incertae sedis. Un'altra stagodontide storico, Boreodon, oggi è considerato un nomen dubium. Un altro classico stagodontide, Delphodon, oggi è considerato un probabile sinonimo di Pediomys o di Alphadon.

## Paleoecologia
Le evidenze fossili suggeriscono che Didelphodon doveva essere un piccolo predatore acquatico, che occupava una nicchia ecologica molto simile a quella delle odierne lontre. La forma sinuosa e allungata del corpo simile quella delle lontre e le sue forti mascelle, suggeriscono che Didelphodon doveva nutrirsi di molluschi acquatici dal guscio duro. Probabilmente, questo animale aveva una dieta onnivora, integrando nella sua dieta molluschi, uova di dinosauro, piccoli vertebrati e piante. La forma sinuosa e allungata del corpo analoga a quelle delle lontre marine, implica uno stile di vita prevalentemente acquatico.

## Nella cultura di massa
- Didelphodon compare per la prima volta nel documentario Nel mondo dei dinosauri. Qui un esemplare viene ucciso da una femmina di Tyrannosaurus che difendeva il nido. Riappare in seguito mentre due esemplari si azzuffano per lo stesso nido. Alla fine dell'episodio se ne vede uno che si nutre della carcassa di un giovane Torosaurus, evidenziando il fatto che i mammiferi sopravviveranno all'estinzione di massa che sterminerà i dinosauri.
- Compare anche nella serie britannica Primeval.

In entrambe le sue apparizioni però Didelphodon viene illustrato come simile ad un tasso, a causa degli scarsi reperti fossili dell'epoca.